# Rebelión de Nórico Ripense
La rebelión de Nórico Ripense en 431 fue un conflicto bélico ocurrido en el Imperio romano de Occidente. Enfrentó a población rebelde de la provincia de Nórico Ripense contra un ejército imperial dirigido por Aecio por el control de la provincia.

## Antecedentes
En el año 429 los vándalos establecidos en Hispania cruzaron el estrecho de Gibraltar y abrieron un nuevo y peligroso frente bélico al Imperio occidental. Para mayo de 430 habían vencido al ejército romano junto a Hipona y puesto bajo asedio la ciudad. El peligro que suponía para el Imperio perder sus provincias más ricas hizo que agrupase tropas de sus provincias europeas en Italia para enviarlas a África. La preparación de la campaña llevaba aparejada una movilización de fondos que, en una situación de pérdida de los ingresos de África, llevó a imponer un incremento en los impuestos que recaudaba el Imperio.

## Desarrollo
La provincia de Nórico Ripense se encontraba para 431 en una situación de clara pobreza por lo que el aumento de las contribuciones que debían pagarse tuvo que enfurecer a la población y llevó a una rebelión contra el gobierno imperial. Las escasas fuerzas militares presentes en la provincia no pudieron hacer frente a los sublevados o directamente, se unieron a ellos.
La imposibilidad de detener la revuelta por las autoridades locales hizo necesario el envío de un ejército desde Italia al mando del propio comandante supremo del ejército: Aecio.  La ruta más rápida hacia Nórico era la que partía desde Aquileia por lo que tuvo que ser esta la que tomaron en los inicios del año 431. Las tropas llegaron a Nórico y en una rápida campaña, dónde brillo Merobaudes, pudieron derrotar a los sublevados ya que, avanzado ese mismo año, se encontraban luchando contra los francos junto al Rin.

## Consecuencias y acontecimientos posteriores
No se conoce si la provincia recibió algún alivio fiscal para evitar nuevas rebeliones pero no se volvió a registrar ninguna durante el resto de su pertenencia al Imperio occidental. La presencia militar se mantuvo en la provincia pero a un nivel escaso y de manera cada vez más precaria hasta el punto de que los salarios para la tropa dejarían de llegar durante los últimos años de vida del Imperio occidental.